# NGC 6883
NGC 6883 је расејано звездано јато у сазвежђу Лабуд које се налази на NGC листи објеката дубоког неба.
Деклинација објекта је + 35° 51' 0" а ректасцензија 20h 11m 18,0s. Привидна величина (магнитуда) објекта NGC 6883 износи 8,0. NGC 6883 је још познат и под ознакама OCL 152.